# Popina
Popina (Bulgaars: Попина) is een dorp in het noordoosten van Bulgarije, gelegen in de gemeente Sitovo in de oblast Silistra. Het dorp ligt ongeveer 24 km ten zuiden van Silistra en 332 km ten noordoosten van de hoofdstad Sofia.

## Bevolking
In de eerste volkstelling van 1934 registreerde het dorp 2.514 inwoners. Dit groeide tot een officiële hoogtepunt van 2.757 inwoners in 1946. Sindsdien neemt het inwonersaantal drastisch af. Op 31 december 2019 telde het dorp 452 inwoners.
Van de 619 inwoners reageerden er 580 op de optionele volkstelling van 2011. Van deze 580 respondenten identificeerden 573 personen zich als etnische Bulgaren (98,8%), gevolgd door 3 Bulgaarse Turken (0,5%). De etniciteit van de overige respondenten was ondefinieerbaar (4 personen).
Van de 1.809 inwoners in februari 2011 werden geteld, waren er 31 jonger dan 15 jaar oud (5%), gevolgd door 306 personen tussen de 15-64 jaar oud (49,4%) en 282 personen van 65 jaar of ouder (45,6%).